# Cornucymbium insolens
Cornucymbium
Genre
Espèce
Cornucymbium insolens, unique représentant du genre Cornucymbium, est une espèce fossile d'araignées aranéomorphes de la famille des Corinnidae.

## Distribution
Cette espèce a été découverte dans de l'ambre de la mer Baltique. Elle date du Paléogène.

## Publication originale
- (en) Wunderlich, 2004 : Fossil spiders of the family Corinnidae in Baltic and Dominican amber. Beiträge zur Araneologie, vol. 3, p. 1636–1680.